# Le Miroir (film, 1975)
Pour les articles homonymes, voir Le Miroir.
Pour plus de détails, voir Fiche technique et Distribution.
Le Miroir (Зеркало) est un film russe réalisé par Andreï Tarkovski, sorti en 1975.
Il s'agit du quatrième long métrage du réalisateur, à bien des égards autobiographique, adoptant une structure discontinue et non chronologique, mêlant rêves, archives, souvenirs et extraits de poèmes pour retracer la vie de son personnage principal, Alexei, entre les années 1930 et l'après-guerre.
Très largement considéré comme un chef-d'œuvre, il synthétise avec densité les références, les thématiques et les procédés artistiques chers à son auteur.

## Synopsis
Le film s'ouvre avec Ignat, le fils adolescent d'Alexei (également joué plus tard dans le film par Ignat Daniltsev) allumant une télévision et regardant l'examen d'un homme bègue par une médecin, qui parvient enfin à faire dire à son patient, et ce sans interruption, la phrase suivante : « Je peux parler ».
Ensuite, une scène se déroulant avant-guerre dans la campagne russe, montre la mère d'Alexei, Maria (jouée par Margarita Terekhova) - également appelée Masha et Maroushia - s'entretenant avec un médecin (Anatoli Solonitsyn) qui passe à proximité. L'extérieur et l'intérieur de la maison de campagne du grand-père d'Alexei sont visibles. Immédiatement après, le jeune Alexei, sa mère et sa sœur regardent la grange familiale brûler.
Dans une séquence de rêve, Maria se lave les cheveux, penchée sur une bassine, le visage impossible à distinguer. Puis, après-guerre, on entend Alexei discuter avec sa mère Maria au téléphone, tandis que les pièces d'un appartement sont explorées.
Revenant à la période avant-guerre, Maria est vue se précipiter frénétiquement vers son lieu de travail dans une imprimerie. Relectrice, elle s'inquiète d'une erreur qu'elle a peut-être négligée, mais est réconfortée par sa collègue Liza (Alla Demidova). Mais cette dernière s'en prend soudainement à elle en formulant des critiques acerbes, faisant pleurer Maria.
Après-guerre, Alexei se dispute avec son ex-femme, Natalia (également jouée par Margarita Terekhova), qui a divorcé et vit avec leur fils Ignat.
Viennent ensuite des scènes d'actualités de la guerre civile espagnole, vraisemblablement liée à un personnage espagnol présent dans l'appartement, et une autre actualité présentant une ascension soviétique en ballon. Dans la scène suivante, dans l'appartement d'Alexei, Ignat rencontre une femme étrange (Tamara Ogorodnikova) assise à une table. À sa demande, Ignat lit un passage d'une lettre de Pouchkine et reçoit un appel téléphonique de son père Alexei. L'étrange femme disparaît mystérieusement, ne laissant qu'une trace de buée sur un bureau.
On voit ensuite l'adolescent Alexei, pendant la Seconde Guerre mondiale, en train de suivre un entraînement au fusil avec un instructeur sévère, entrecoupé de séquences d'actualités de la Seconde Guerre mondiale et du conflit frontalier sino-soviétique. Les retrouvailles d'Alexei et de sa sœur avec leur père (Oleg Yankovsky) à la fin de la guerre sont montrées. Le film revient ensuite sur la querelle entre Alexei et sa femme Natalia dans une séquence après-guerre.
Revenant avant-guerre, des vues de la maison de campagne et du paysage environnant sont suivies d'une séquence onirique montrant Maria en lévitation au dessus de son lit. Après-guerre, le film montre ensuite Alexei sur ce qui semble être son lit de mort, atteint d'une maladie.
La scène finale se déroule avant-guerre, montrant Maria enceinte, dans un champ, aux côtés du père d'Alexei. Regardant dans différentes directions, la séquence est entrecoupée de plans montrant Maria jeune et vieille (la vieille Maria est jouée par la propre mère de Tarkovski, Maria Vishnyakova).

## Fiche technique
Sauf indication contraire, les informations mentionnées dans cette section peuvent être confirmées par la base de données cinématographiques IMDb,  présente dans la section « Liens externes ».
- Titre original : Зеркало, Zerkalo
- Titre francophone : Le Miroir
- Réalisation : Andreï Tarkovski
- Scénario et dialogues :
  - Alexandre Micharine et Andreï Tarkovski
  - Poèmes d'Arseni Tarkovski dits par l'auteur lui-même[3]
- Musique : Edouard Artemiev (avec des extraits de Bach, Pergolèse et Purcell)
- Direction artistique : Nikolaï Dvigoubski (ru)
- Costumes : Nelly Fomina
- Photographie : Georgy Rerberg (en)
- Montage : Ludmila Feiginova
- Société de production : Mosfilm
- Pays de production :  Union soviétique
- Format : couleur (Technicolor)
- Genre : drame
- Durée : 106 minutes
- Dates de sortie :
  - URSS : avril 1975
  - France : 18 janvier 1978

## Distribution

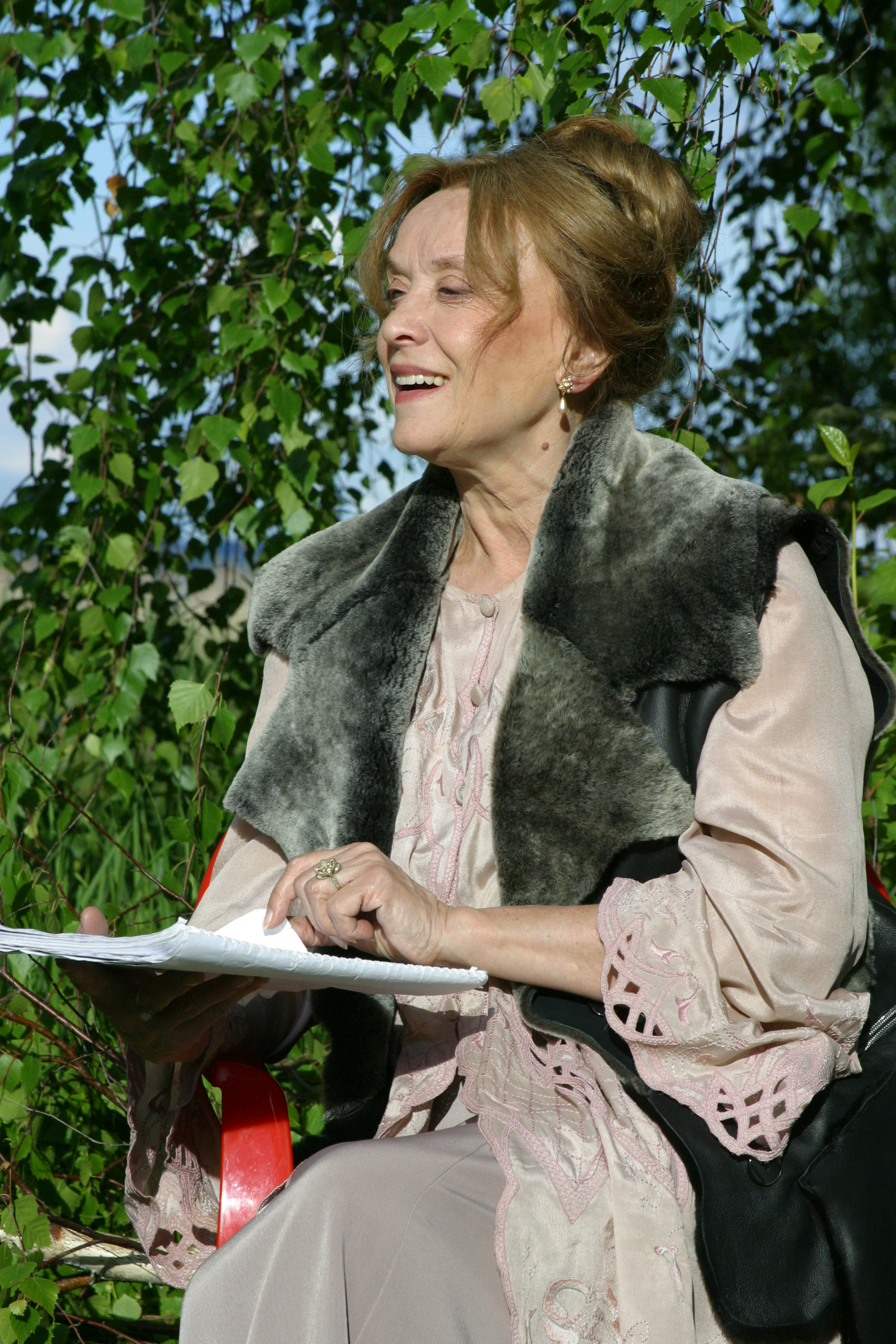
Margarita Terekhova en 2003. Elle incarne les personnages centraux du film.

- Margarita Terekhova : Maroussia, la mère / Natalia, la femme
- Maria Tarkovski : Maroussia, âgée
- Oleg Yankovski : le père
- Philippe Jankovski : Aliocha, à 5 ans
- Ignat Daniltsev : Ignat / Aliocha, à 12 ans
- Anatoli Solonitsine : le docteur Forensic
- Nikolaï Grinko : le directeur de l'imprimerie
- Larissa Tarkovskaïa : Nadejda Petrovna
- Alla Demidova : Lisa Pavlovna
- Youri Nazarov : l'instructeur militaire, Serioja
- Tamara Reshetnikova : la femme brune
- Tamara Ogorodnikova : la voisine / la dame étrange
- Olga Kizilova : la jeune fille rousse
- Alexandre Micharine : le docteur (non crédité)
- Innokenti Smoktounovski : le narrateur
- Arseni Tarkovski : la voix du père

## Production

### Tournage
Le tournage a lieu aux studios Mosfilm à Moscou, ainsi qu'à Tuchkovo, à près de 90 km à l'ouest de la capitale russe[réf. nécessaire].